# محيتنوسخت
محيتنوسخت أو محيت إن وسخت، هي ملكة مصرية قديمة غير حاكمة أو زوجة ملك عاشت خلال عهد الأسرة السادسة والعشرين، وهي زوجة الملك أبسمتيك الأول.

## عائلتها
الملكة محيتنوسخت هي ابنة كاهن رع الأكبر حورساإست (حورساإيزيس)، ويعتقد أن هذا الكاهن الأكبر هو نفسه وزير الملك تهارقا صاحب نفس الاسم، وإذا كان الأمر كذلك، يكون حورساإيزيس قد عمل كوزير للملك تهارقا، في حين بدأ علاقات مع الملك نيكاو الأول عندما كان الأخير حاكماً لسايس. وهذا قد سمح لحورساإيزيس أن يبقى في منصبه كوزير في عهد صهره الملك أبسمتيك الأول. وإذا كان الوزير حورساإيزيس والد محيتنوسخت تكون شقيقة نانفرحنس، التي كانت متزوجة من كاهن طيبي لآمون اسمه نسآمون.

## أبنائها
كان للملكة محيتنوسخت عدد من الأبناء:
- الملك نيكاو الثاني.
- المتعبدة الإلهية لآمون نيتوكريس الأولى (نيت إقرت).
- ابنة تسمى مريت نيت.

## مدفنها
دفنت الملكة محيتنوسخت مع ابنتها نيتوكريس في مدينة هابو.